# Bubba Wallace
Bubba Wallace all'anagrafe Darrell Wallace Jr. (Mobile, 8 ottobre 1993) è un pilota automobilistico statunitense. Partecipa a tempo pieno alla NASCAR Cup Series, con il numero 23 per il team 23XI Racing. Tra i pochissimi atleti afroamericani che hanno trovato spazio nella NASCAR, Wallace è stato quello di maggior successo nella storia della competizione

## Carriera

### NASCAR: Xfinity Series
Wallace debutta nella NASCAR Xfinity Series a fine maggio del 2012, guidano la Toyota numero venti del team Joe Gibbs Racing al Iowa Speedway. Nel resto del anno corre in altre tre gare nella categoria. Nel 2014, dopo un anno di assenza dalla serie Xfinity, torna sempre con Joe Gibbs Racing per correre altre due gare.
Dopo la stagione 2014 Wallece doveva correre a tempo pieno con il team Joe Gibbs Racing nella Xfinity Series, ma il team non riesce a trovare abbastanza sponsorizzazioni e il pilota statunitense decide di firmare con il team Roush Fenway Racing. La stagione è positiva, conquista 14 piazzamenti in top 10 tra cui un terzo posto a Chicagoland. Chiude così settimo nella classifica generale e secondo tra i Rookie.
Continua con il team Roush Fenway Racing fino alla metà della stagione 2017, dove conquista due podi e diversi piazzamenti in top ten. Nonostante nel 2017 Wallace fosse quarto in classifica piloti, non completa la stagione a causa dei problemi di sponsorizzazione del team.

### NASCAR: Camping World Truck Series
Nel 2013 partecipa all'intera stagione del NASCAR Camping World Truck Series con la Toyota del team Kyle Busch Motorsports, Bubba conquista una vittoria a Martinsville e undici risultati in top dieci. Chiude così ottavo in classifica ed è il miglior rookie della stagione con 704 punti conquistati. L'anno successivo migliora i suoi risultati, vince tre gare e chiude terzo in classifica dietro a Matt Crafton e Ryan Blaney.

### NASCAR: Cup Series

#### Richard Petty Motorsports (2017-2020)
Il 5 giugno 2017, il team Richard Petty Motorsports annuncia Bubba Wallace come pilota della Ford numero 43 per quattro gare al posto dell'infortunato Aric Almirola. Wallace diventa così il primo afroamericano a correre nella Cup Series da Bill Lester nel 2006. Delle quattro gare che ha corso l'ultima al Kentucky Speedway è stata la sua migliore arrivando 11º dopo essere stato coinvolto in un incidente all'ultimo giro.

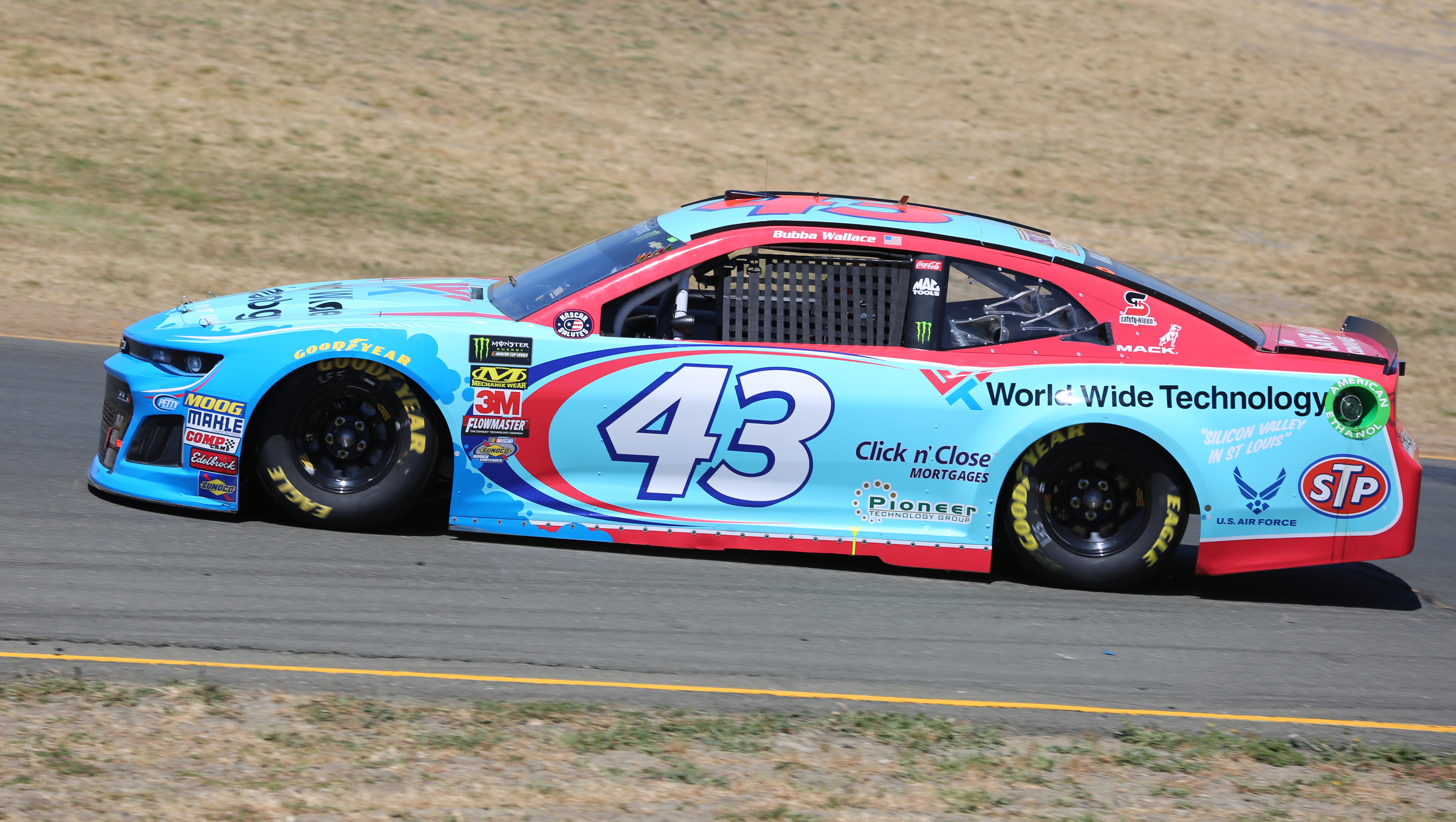
Bubba Wallace nel 2018 a guida della vettura 43 del team Richard Petty Motorsports

Nel 2018 Wallace diventa il pilota titolare del team, era dal 1971 con Wendell Scott che mancava un pilota afroamericano a tempo pieno. Prima dell'apertura della stagione Wallace riceve il sostegno dal membro della National Baseball Hall of Fame Hank Aaron e dal sette volte campione del mondo di Formula 1 Lewis Hamilton.
La prima gara è la Daytona 500 e Bubba finisce secondo dietro Austin Dillon, il più alto traguardo di un pilota esordiente a tempo pieno nella storia della categoria. Nel resto della stagione chiude altre due volte nella top 10, arriva ottavo al Texas Motor Speedway e decimo a Phoenix. Termina così la stagione al 28º posto.
Nell'ottobre 2018, Wallace viene nominato nella lista Power 100 della rivista Ebony, unendosi a persone del calibro di Stephen Curry, Antonio Brown, Venus Williams e dell'ex presidente e First Lady Barack e Michelle Obama.

#### 23XI Racing (2021- in corso)

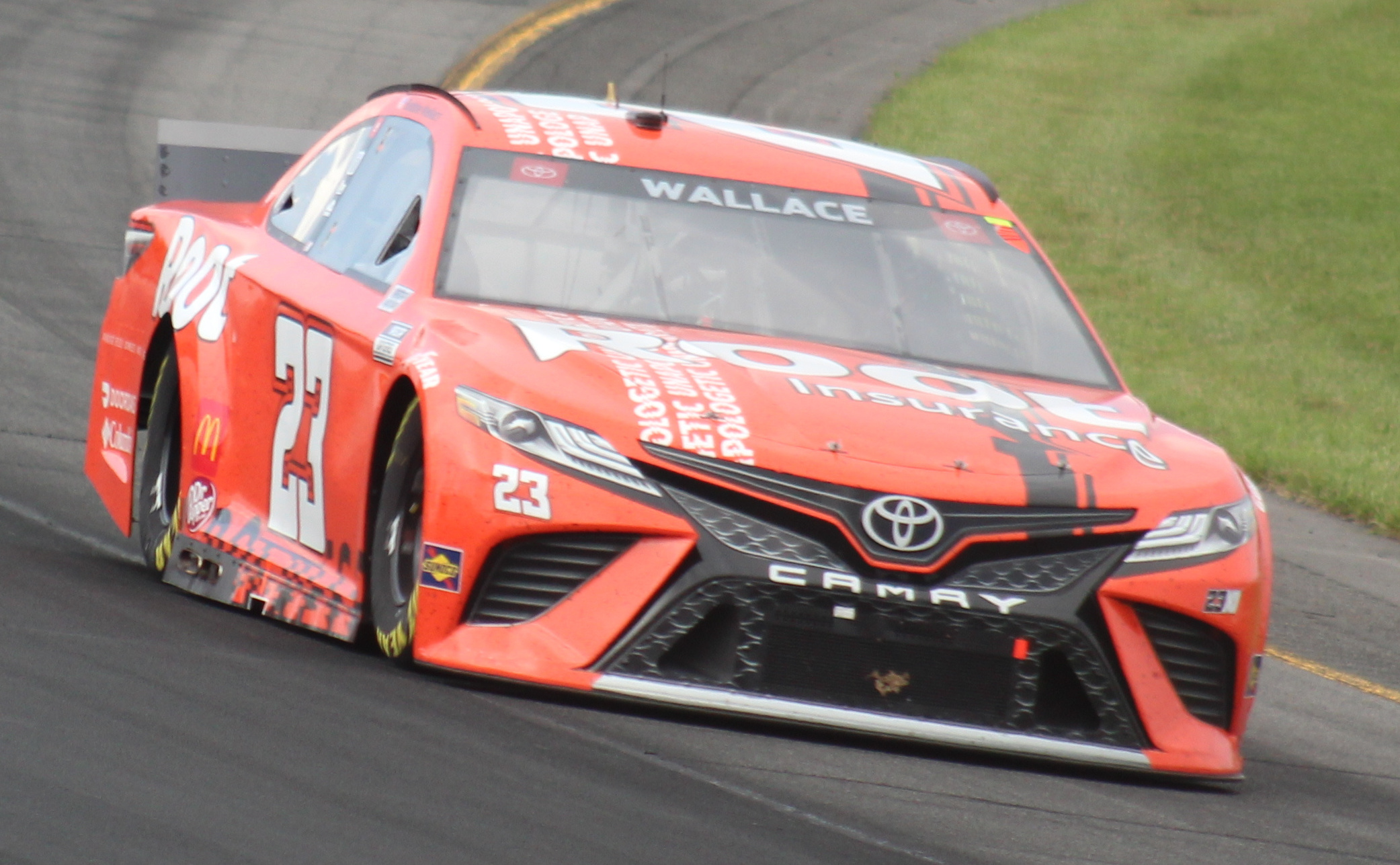
Bubba Wallace nel 2021 con il team 23XI Racing

Il 21 settembre 2020, Michael Jordan e il veterano della NASCAR, Denny Hamlin creano un nuovo team NASCAR, la 23XI Racing. Wallace viene scelto come primo pilota per la stagione 2021, gli viene affidata la Toyota numero 23.
Dopo aver ottenuto due piazzamenti in top cinque, il 4 ottobre 2021, Wallace ottiene la sua prima vittoria al Talladega Superspeedway dopo che la gara è stata accorciata a causa della pioggia. Wallace è il primo pilota nero a vincere una gara della Cup Series da Wendell Scott nel 1963 e il primo con un'auto sponsorizzata da McDonald's da Jimmy Spencer nel 1994.
Wallace ha continuato con 23XI Racing insieme al nuovo compagno di squadra Kurt Busch. Nella Daytona 500 del 2022 corre con una vettura completamente sponsorizzata da McDonald's. Chiude la corsa al secondo posto a soli 0,036 secondi da Austin Cindric.

## Risultati

### NASCAR Cup Series
| NASCAR Cup Series risultati | NASCAR Cup Series risultati | NASCAR Cup Series risultati | NASCAR Cup Series risultati | NASCAR Cup Series risultati | NASCAR Cup Series risultati | NASCAR Cup Series risultati | NASCAR Cup Series risultati | NASCAR Cup Series risultati | NASCAR Cup Series risultati | NASCAR Cup Series risultati | NASCAR Cup Series risultati | NASCAR Cup Series risultati | NASCAR Cup Series risultati | NASCAR Cup Series risultati | NASCAR Cup Series risultati | NASCAR Cup Series risultati | NASCAR Cup Series risultati | NASCAR Cup Series risultati | NASCAR Cup Series risultati | NASCAR Cup Series risultati | NASCAR Cup Series risultati | NASCAR Cup Series risultati | NASCAR Cup Series risultati | NASCAR Cup Series risultati | NASCAR Cup Series risultati | NASCAR Cup Series risultati | NASCAR Cup Series risultati | NASCAR Cup Series risultati | NASCAR Cup Series risultati | NASCAR Cup Series risultati | NASCAR Cup Series risultati | NASCAR Cup Series risultati | NASCAR Cup Series risultati | NASCAR Cup Series risultati | NASCAR Cup Series risultati | NASCAR Cup Series risultati | NASCAR Cup Series risultati | NASCAR Cup Series risultati | NASCAR Cup Series risultati | NASCAR Cup Series risultati | NASCAR Cup Series risultati | NASCAR Cup Series risultati |
| Anno                        | Team                        | No.                         | Vettura                     | 1                           | 2                           | 3                           | 4                           | 5                           | 6                           | 7                           | 8                           | 9                           | 10                          | 11                          | 12                          | 13                          | 14                          | 15                          | 16                          | 17                          | 18                          | 19                          | 20                          | 21                          | 22                          | 23                          | 24                          | 25                          | 26                          | 27                          | 28                          | 29                          | 30                          | 31                          | 32                          | 33                          | 34                          | 35                          | 36                          | Pos.                        | Punti                       |                             |
| --------------------------- | --------------------------- | --------------------------- | --------------------------- | --------------------------- | --------------------------- | --------------------------- | --------------------------- | --------------------------- | --------------------------- | --------------------------- | --------------------------- | --------------------------- | --------------------------- | --------------------------- | --------------------------- | --------------------------- | --------------------------- | --------------------------- | --------------------------- | --------------------------- | --------------------------- | --------------------------- | --------------------------- | --------------------------- | --------------------------- | --------------------------- | --------------------------- | --------------------------- | --------------------------- | --------------------------- | --------------------------- | --------------------------- | --------------------------- | --------------------------- | --------------------------- | --------------------------- | --------------------------- | --------------------------- | --------------------------- | --------------------------- | --------------------------- | --------------------------- |
| 2017                        | Richard Petty Motorsports   | 43                          | Ford                        | DAY                         | ATL                         | LVS                         | PHO                         | CAL                         | MAR                         | TEX                         | BRI                         | RCH                         | TAL                         | KAN                         | CLT                         | DOV                         | POC 26                      | MCH 19                      | SON                         | DAY 15                      | KEN 11                      | NHA                         | IND                         | POC                         | GLN                         | MCH                         | BRI                         | DAR                         | RCH                         | CHI                         | NHA                         | DOV                         | CLT                         | TAL                         | KAN                         | MAR                         | TEX                         | PHO                         | HOM                         | 50°                         | 01                          |                             |
| 2018                        | Richard Petty Motorsports   | 43                          | Chevy                       | DAY 2                       | ATL 32                      | LVS 21                      | PHO 28                      | CAL 20                      | MAR 34                      | TEX 8                       | BRI 16                      | RCH 25                      | TAL 16                      | DOV 25                      | KAN 23                      | CLT 16                      | POC 38                      | MCH 19                      | SON 29                      | CHI 23                      | DAY 14                      | KEN 27                      | NHA 24                      | POC 33                      | GLN 25                      | MCH 23                      | BRI 38                      | DAR 26                      | IND 38                      | LVS 38                      | RCH 27                      | CLT 36                      | DOV 23                      | TAL 19                      | KAN 26                      | MAR 34                      | TEX 25                      | PHO 10                      | HOM 21                      | 28°                         | 471                         |                             |
| 2019                        | Richard Petty Motorsports   | 43                          | Chevy                       | DAY 38                      | ATL 27                      | LVS 26                      | PHO 22                      | CAL 30                      | MAR 17                      | TEX 23                      | BRI 20                      | RCH 27                      | TAL 39                      | DOV 27                      | KAN 29                      | CLT 25                      | POC 21                      | MCH 28                      | SON 26                      | CHI 25                      | DAY 15                      | KEN 23                      | NHA 22                      | POC 22                      | GLN 28                      | MCH 27                      | BRI 14                      | DAR 24                      | IND 3                       | LVS 23                      | RCH 12                      | CLT 24                      | DOV 20                      | TAL 24                      | KAN 35                      | MAR 13                      | TEX 24                      | PHO 25                      | HOM 34                      | 28°                         | 437                         |                             |
| 2020                        | Richard Petty Motorsports   | 43                          | Chevy                       | DAY 15                      | LVS 6                       | CAL 27                      | PHO 19                      | DAR 21                      | DAR 16                      | CLT 38                      | CLT 37                      | BRI 10                      | ATL 21                      | MAR 11                      | HOM 13                      | TAL 14                      | POC 22                      | POC 20                      | IND 9                       | KEN 27                      | TEX 14                      | KAN 37                      | NHA 23                      | MCH 9                       | MCH 21                      | DAY 25                      | DOV 27                      | DOV 21                      | DAY 5                       | DAR 38                      | RCH 26                      | BRI 22                      | LVS 28                      | TAL 24                      | CLT 21                      | KAN 18                      | TEX 38                      | MAR 21                      | PHO 15                      | 22°                         | 597                         |                             |
| 2021                        | 23XI Racing                 | 23                          | Toyota                      | DAY 17                      | DAY 26                      | HOM 22                      | LVS 28                      | PHO 16                      | ATL 16                      | BRI 27                      | MAR 16                      | RCH 26                      | TAL 19                      | KAN 26                      | DAR 21                      | DOV 11                      | COA 39                      | CLT 14                      | SON 14                      | NSH 20                      | POC 14                      | POC 5                       | ROA 24                      | ATL 14                      | NHA 26                      | GLN 23                      | IND 13                      | MCH 19                      | DAY 2                       | DAR 21                      | RCH 32                      | BRI 16                      | LVS 16                      | TAL 1                       | CLT 14                      | TEX 32                      | KAN 14                      | MAR 25                      | PHO 39                      | 21°                         | 699                         |                             |
| 2022                        | 23XI Racing                 | 23                          | Toyota                      | DAY 2                       | CAL 19                      | LVS 25                      | PHO 22                      | ATL 13                      | COA 38                      | RCH 26                      | MAR 16                      | BRI 28                      | TAL 17                      | DOV 16                      | DAR 27                      | KAN 10                      | CLT 28                      | GTW 26                      | SON 36                      | NSH 12                      | ROA 35                      | ATL 14                      | NHA 3                       | POC 8                       | IND 5                       | MCH 2                       | RCH 13                      | GLN 35                      | DAY 11                      |                             |                             |                             |                             |                             |                             |                             |                             |                             |                             | 19°                         | 637                         |                             |
| 2022                        | 23XI Racing                 | 45                          | Toyota                      |                             |                             |                             |                             |                             |                             |                             |                             |                             |                             |                             |                             |                             |                             |                             |                             |                             |                             |                             |                             |                             |                             |                             |                             |                             |                             | DAR 9                       | KAN 1                       | BRI 29                      | TEX 25                      | TAL 16                      | CLT 7                       | LVS 36                      | HOM                         | MAR 8                       | PHO 22                      | 19°                         | 637                         |                             |
| 2023                        | 23XI Racing                 | 23                          | Toyota                      | DAY 20                      | CAL 30                      | LVS 4                       | PHO                         | ATL                         | COA                         | RCH                         | BRD                         | MAR                         | TAL                         | DOV                         | KAN                         | DAR                         | CLT                         | GTW                         | SON                         | NSH                         | CSC                         | ATL                         | NHA                         | POC                         | RCH                         | MCH                         | IRC                         | GLN                         | DAY                         | DAR                         | KAN                         | BRI                         | TEX                         | TAL                         | ROV                         | LVS                         | HOM                         | MAR                         | PHO                         | -*                          | -*                          |                             |

*Stagione in corso.

### Daytona 500
| Anno | Team                      | Vettura   | Partenza | Pos. |
| ---- | ------------------------- | --------- | -------- | ---- |
| 2018 | Richard Petty Motorsports | Chevrolet | 7        | 2    |
| 2019 | Richard Petty Motorsports | Chevrolet | 13       | 38   |
| 2020 | Richard Petty Motorsports | Chevrolet | 11       | 15   |
| 2021 | 23XI Racing               | Toyota    | 6        | 17   |
| 2022 | 23XI Racing               | Toyota    | 16       | 2    |
| 2023 | 23XI Racing               | Toyota    | 15       | 20   |

## Nei Media
Nel 2017, Wallace ha doppiato il personaggio di Bubba Wheelhouse nel film Pixar del 2017 Cars 3.
Wallace e il co-proprietario di 23XI Denny Hamlin appaiono nel video musicale della canzone di Post Malone del 2021 "Motley Crew"
.
Il 22 febbraio del 2022 Netflix pubblica la docu-serie Race: Bubba Wallace che racconta la vita del pilota, sia dentro la pista e fuori.